# Стародрюшское сельское поселение
Стародрюшское се́льское поселе́ние — муниципальное образование в Тукаевском районе Татарстана Российской Федерации.
Административный центр — село Старый Дрюш.

## История
Статус и границы сельского поселения установлены Законом Республики Татарстан от 31 января 2005 года № 39-ЗРТ Законом Республики Татарстан от 31 января 2005 года № 42-ЗРТ «Об установлении границ территорий и статусе муниципального образования "Тукаевский муниципальный район" и муниципальных образований в его составе».

## Население
| 2010 | 2011 | 2012 | 2013 | 2014 | 2015 | 2016 |
| ---- | ---- | ---- | ---- | ---- | ---- | ---- |
| 695  | ↗696 | ↗705 | ↘696 | ↘679 | ↘675 | ↘671 |
| 2017 | 2018 |      |      |      |      |      |
| ↗673 | ↘660 |      |      |      |      |      |

## Состав сельского поселения
| № | Населённый пункт | Тип населённого пункта       | Население |
| - | ---------------- | ---------------------------- | --------- |
| 1 | Зиканни-Куль     | посёлок                      | ↗39       |
| 2 | Октябрь-Буляк    | деревня                      | ↘100      |
| 3 | Подгорный Дрюш   | деревня                      | ↘103      |
| 4 | Салих-Тукай      | село                         | ▬ 25      |
| 5 | Старый Дрюш      | село, административный центр | ↘417      |